# Xã Loudon, Quận Seneca, Ohio
Xã Loudon (tiếng Anh: Loudon Township) là một xã thuộc quận Seneca, tiểu bang Ohio, Hoa Kỳ. Năm 2010, dân số của xã này là 2.140 người.